# Borgótiha
Borgótiha (románul: Tiha Bârgăului) település Romániában, Erdélyben, Beszterce-Naszód megyében, az azonos nevű község központja.

## Fekvése
Besztercétől északkeletre, Borgóprundtól keletre fekvő település.

## Története
Borgótiha nevét 1386-ban p. Borgo néven említette először oklevél. 1390-ben in duabus villis utriusque Borgo nuncupatis, 1733-ban Borgo, 1750-ben Tycha, 1760–1762 között Tiha, 1861-ben Borgó-Tiha, 1913-ban Borgótiha néven írták. A trianoni békeszerződés előtt Beszterce-Naszód vármegye Jádi járásához tartozott. 1910-ben 2536 lakosából 44 magyar, 70 német, 2320 román, 100 cigány volt. Ebből 2285 görögkatolikus, 138 görögkeleti ortodox, 64 izraelita volt.